# Владимиров, Михаил Иванович (партизан)
Михаил Иванович Владимиров (18.11.1914 — 08.03.1982, Чернигов, УССР, СССР) — один из организаторов партизанского движения на Украине во время Великой Отечественной войны.
В Красной армии с 1936 года. Участник похода советских войск 1939 года в Западную Белоруссию. В 1941—1942 годах — на Ленинградском фронте. 
Приказом ВС Ленинградского фронта №  №: 853/н от: 03.12.1941 года командир 1-й стрелковой роты 708-го стрелкового полка 115-й стрелковой дивизии  лейтенант Владимиров М.И. награжден орденом Ленина (был представлен к званию Героя Советского Союза).
В мае—декабре 1942 года обучался в Военной академии им. М. Фрунзе. С апреля 1943 года — уполномоченный Украинского штаба партизанского движения в тылу противника, начальник штаба соединения Я. И. Мельника. В апреле 1944 командовал партизанской кавалерийской бригадой им. Ленина, действовавшей на территории Винницкой области. 
После войны — на партийной и административной работе. Умер в 1982 году в Чернигове.

## Награды
Награждён орденами Ленина (03.12.1941), Красного Знамени, Богдана Хмельницкого 1-й степени (07.08.1944), Трудового Красного Знамени, медалями.